# Brad Cooper
Bradford "Brad" Paul Cooper (Singapura, 19 de julho de 1954) é um ex-nadador australiano, que competiu com a equipe australiana nos Jogos Olímpicos de Verão de 1972 e no Campeonato Mundial de Esportes Aquáticos de 1973.